# Myolepta sinica
Myolepta sinica är en tvåvingeart som beskrevs av Chu och He 1992. Myolepta sinica ingår i släktet parkblomflugor, och familjen blomflugor. Inga underarter finns listade i Catalogue of Life.